# Aspach-le-Bas
Aspach-le-Bas là một xã thuộc tỉnh Haut-Rhin trong vùng Grand Est, đồng bắc Pháp. Xã này có diện tích 0,8 kilômét vuông, dân số năm 1999 là 1269 người. Khu vực này có độ cao trung bình 290 mét trên mực nước biển.